# Budišovka
Die Budišovka (deutsch Dürre Bautsch) ist ein linker Nebenfluss der Oder in Tschechien.

## Verlauf
Die Budišovka entspringt am Nordwesthang der Červená hora (Rothenberg) in der zum Niederen Gesenke gehörigen Domašovská vrchovina. An ihrem zunächst in nordöstliche Richtung führenden Lauf erstrecken sich die Dörfer Horní Guntramovice und Dolní Guntramovice. Auf diesem Oberlauf wurde der Bach früher als Mühlbach bezeichnet.
Am Mlžný kopec (Nebelsberg) fließt die aus dem Wolfsgrund kommende Horní Budišovka (Wolfsbach) zu. Dort ändert der Bach seinen Lauf nach Südosten und durchfließt Budišov nad Budišovkou. Am südöstlichen Stadtrand wird die Budišovka von der Bahnstrecke Suchdol nad Odrou–Budišov nad Budišovkou überbrückt. Etwa 150 m unterhalb der Brücke mündet der Rychtářský potok ein. Ab dessen Mündung bildete die Budišovka die historische Provinzialgrenze zwischen Mähren und Schlesien.
An ihrem Unterlauf bildet die Budišovka ein tief eingeschnittenes Tal, in dem sich südlich von Svatoňovice ein altes Schieferbergwerk, sowie die Čermenský Mlýn (Tschirmermühle) befindet. Ab diesem Abschnitt bildet der Bach zu Grenze des Truppenübungsplatzes Libavá. Nach 18,1 km mündet die Budišovka bei Hadinka (Ottermühle) in die Oder.

## Zuflüsse
- Horní Budišovka (Wolfsbach) (r), am Mlžný kopec
- Rychtářský potok (Vogteibach) (r), unterhalb Budišov nad Budišovkou
- Svatoňovický potok (l), unterhalb Svatoňovice
- Čermenský potok (Tschirmbach) (l), an der Čermenský Mlýn
- Klokočovský potok (Glockersdorfer Bach) (l), Hadinka